# 6921 Джейнякобс
6921 Джейнякобс (6921 Janejacobs) — астероїд головного поясу, відкритий 14 травня 1993 року.
Тіссеранів параметр щодо Юпітера — 3,597.